# Freescale Semiconductor
Freescale Semiconductor était une entreprise américaine dans le domaine des semi-conducteurs. Précédemment nommée Motorola Semiconductor, elle est issue de la branche semi-conducteurs de Motorola. En 2004, Freescale est devenue indépendante de sa maison-mère. Elle a été rachetée en 2015 par NXP Semiconductors, ancienne division semi-conducteurs de Philips.

## Histoire

### Création
Motorola annonce le 6 octobre 2003 qu'ils vont faire de leur division semi-conducteurs une société indépendante du nom de Freescale. Freescale fait son introduction en bourse le 16 juillet 2004 au prix de 13 $ par action. Les actionnaires de Motorola reçoivent 0,110415 action de Freescale par action de Motorola, sous forme de dividendes versées le 2 décembre 2004.
Michel Mayer, un industriel français issu d'IBM, devient président-directeur général à la création de Freescale. Il y reste jusqu'au 17 mars 2008, où Richard Beyer lui succède. Le 5 juin 2012, Gregg A. Lowe est nommé président-directeur général.
En 2005, elle pointe à la 10e place des 20 plus grands fabricants de semi-conducteurs, derrière entre autres Intel, Samsung Electronics, Texas Instruments, Toshiba ou STMicroelectronics.
Le 15 septembre 2006, Freescale accepte un rachat pour la somme de 17,6 milliards de dollars (40 $ par action) par un consortium dirigé par Blackstone Group LP. Le prix de l'action, qui était de 13 $ lors de l'introduction en bourse de juillet 2004, est monté à 39,35 $ à la clôture le vendredi précédent, car la rumeur a couru toute la semaine. Une assemblée générale extraordinaire eut lieu le 13 novembre 2006, et vota pour accepter l'offre de rachat. Le rachat, clos le 1er décembre 2006, est le plus grand rachat privé d'une société technologique et l'un des 10 plus grands rachats de tous les temps à cette époque,,,.
En mars 2015, NXP acquiert Freescale pour 11,8 milliards de dollars,.

## Produits

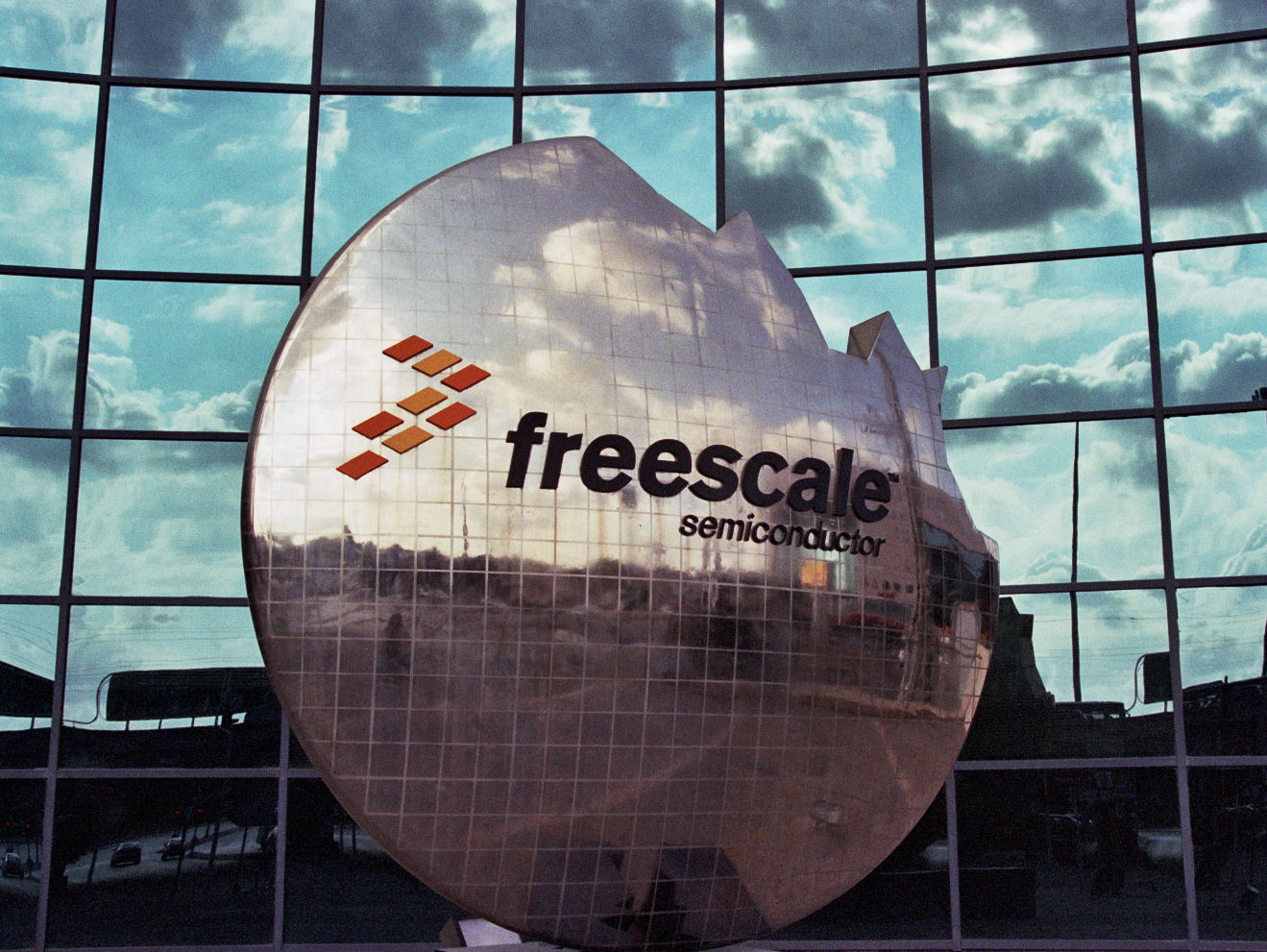
Logo de Freescale Semiconductor.

### Automobile
MSG (Microcontroller Solutions Group) est le plus gros service de Freescale et est actuellement le plus grand fournisseur de semi-conducteurs pour l'industrie automobile. Les voitures modernes utilisent l'électronique pour gérer l'admission de carburant, l'ABS, la direction assistée entre autres, et Freescale est le plus grand fournisseur de microcontrôleurs pour système moteur au monde. Les systèmes de sécurité automobile comme le freinage ABS et les coussins gonflables de sécurité (« airbags ») utilisent aussi des microcontrôleurs et des circuits de gestion d'énergie analogique de Freescale. Freescale produit également une gamme de capteurs intégrés comme des accéléromètres et des capteurs de pression.
La gamme analogique SMARTMOS de Freescale fournit des circuits intégrés de gestion de puissance, fonction essentielle des véhicules hybrides.
En novembre 2008, Freescale annonce que la société allait collaborer avec McLaren Electronic Systems pour continuer le développement de son système SREC pour les Formule 1 de McLaren Racing à partir de 2010. Les deux parties pensent que cette collaboration améliorera le système SREC et participera à l'amélioration des technologies automobiles.

### Autres secteurs
À côté du MSG, les autres services de Freescale sont le NMG (Networking and Multimedia Group - Réseaux et Multimédia) et le RASG (Radio-Frequency, Analog and Sensors Group - Radio-Fréquence, circuits analogiques et capteurs).
Freescale a également été fournisseur de microprocesseurs PowerPC pour les ordinateurs PowerBook et Mac mini d'Apple jusqu'à la transition d'Apple vers Intel en 2006. Ils deviennent membres fondateurs de Power.org en 2006 pour développer et promouvoir l'utilisation de l'architecture Power.
En 2009, Freescale présente le convertisseur de courant sans transformateur ayant la plus faible tension électrique de démarrage pour les applications à énergie solaire. Ce circuit fonctionne à seulement 300 mV et convertit ces basses tensions à des niveaux plus utilisables pour charger des batteries et utiliser l'énergie solaire en général.
Le processeur DragonBall est un dérivé faible consommation des microprocesseurs Motorola 68000.
Freescale a également une gamme de produits DSP basés sur la technologie StarCore. Les DSP Freescale sont utilisés dans les systèmes de réseaux sans fil, de voix sur IP, et les infrastructures vidéo.